# Zjiten (distrikt i Bulgarien, Dobritj)
Zjiten (bulgariska: Житен) är ett distrikt i Bulgarien.   Det ligger i kommunen Obsjtina General-Tosjevo och regionen Dobritj, i den nordöstra delen av landet, 400 km öster om huvudstaden Sofia.
Trakten runt Zjiten består till största delen av jordbruksmark. Runt Zjiten är det glesbefolkat, med 18 invånare per kvadratkilometer.